# Konishiki Yasokichi (Yokozuna)

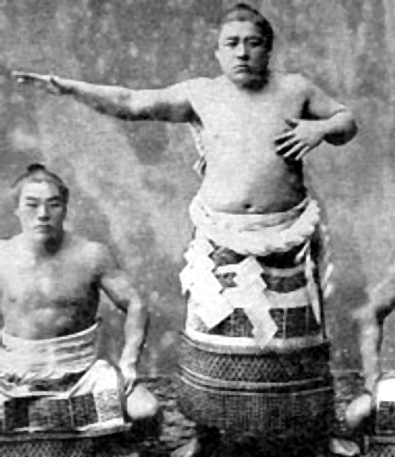
Konishiki beim Yokozuna Dohyo-Iri.

Konishiki Yasokichi, jap. 小錦 八十吉, eigentlich: Iwai Yasokichi (岩井 八十吉); (* 15. Oktober 1866 in der Präfektur Chiba; † 22. Oktober 1914) war ein japanischer Sumōringer und der 17. Yokozuna.
Konishikis Ausbildung fand im Stall Takasago-Beya statt. Mit 1,68 m war Konishiki für einen Sumōkämpfer eher klein. Trotzdem rang er ab Mai 1888 in der Makuuchi-Division und wurde schon zwei Jahre darauf zum Ōzeki (Meister) ernannt. Zwischen 1888 und 1895 gewann er sieben Turniere und 1896 ersetzte er den seit Jahren allein die Rangliste anführenden Yokozuna Nishinoumi. Bis zu seinem eigenen Rücktritt 1901 konnte er aus keinem der zehn bestrittenen Turniere als Sieger hervorgehen.
Der Ōzeki, der hundert Jahre später unter dem gleichen Namen erfolgreich war, hatte seinen Kampfnamen in Andenken an den 17. Yokozuna erhalten.